# Јелица Вучинић
Јелица Вучинић (Београд, 21. јул 1948 — септембар 2022)  била је српска глумица и члан ансамбла Малог позоришта "Душко Радовић". Остварила се као глумица на дечијој и вечерњој сцени.

## Биографија
Јелица Вучинић је у Београду завршила гимназију, а глуму на Академији сценских умјетности у Сарајеву у класи професорке Катарине Каће Дорић.

##### Атеље 212
Каријеру је започела 1969. године наступом у култној представи Коса у Атељеу 212.

##### Народно позориште у Ужицу
Године 1978. наступала је у Народном позоришту у Ужицу, у представама: Шашава књига, Мишоловка и Фандо и Лис.

##### Мало позориште „Душко Радовић"
У сезони 1978/1979. започиње ангажман у Малом позоришту „Душко Радовић“, где наступа у бројним представама:
- Аска и Вук, 1979.
- Браћа Грим, 1980
- Цврчак и мрави, 1980
- Чавка неваљалка, 1981.
- Две бабе и три жабе, 1982.
- Букваријада, 1983.
- Снежана и седам увозних патуљака, 1983.
- Мистерија… Београд, 1986.
- Кобне лажи Сол Сарфати, 1986.
- Страдија, 1987.
- Кућа на граници, 1987.
- Добро јутро, капетане Пиплфокс, 1988.
- Несташни лутак, 1989.
- Пепељуга, 1989.
- Медвед с ружом, 1990.
- Чудесна звезда, 1990.
- Ескимска бајка, 1991.
- То лоза више не рађа, 1991.
- Зека Надувенко, 1995.
- Бајковизија, 1997.
- Две обале, 1997.
- Рики Тики Тави, 2001.
- Момо, 2005.
- Сам крај света, 2006.
- Мали принц, 2006.
- Алиса у земљи чуда, 2007.
- Лек од бресквиног лишћа, 2007.
- Страшне приче браће Грим, 2007.
- Кичма, 2008.
- Вештице 2010.[2][3]

##### Театар Мадленианум
У Опери и театру „Мадленианум“ остварила је улогу у представи Бурлеска о Грку.

## Награде
- Стеријина награда за улогу Мајке, у представи: Сам крај света, Жан-Лик Лагарса у режији Влатка Илића (МП „Душко Радовић“, 2007)
- Награда Академског позоришта „Бранко Крсмановић“ за високе креативне домете у Академском позоришту
- Награда Малог позоришта „Душко Радовић“ за тридесет година непрекидног рада и високе уметничке и креативне домете
- Награда Малог позоришта „Душко Радовић“  „Божидар Валтровић“ у категорији за најбоље уметничко глумачко остварење
- Захвалница Војно медицинске академије за хуманитарни рад
- Захвалница Свратишта у Крфској за хуманитарни рад,
- Захвалница Клинике за психијатријске болести „Др Лаза Лазаревић" у Београду за несебичан допринос у циљу рехабилитације болесника
- Диплома Установае за децу и младе Сремчица.[2]